# Titularbistum Athyra
Athyra (ital.: Atira) ist ein Titularbistum der römisch-katholischen Kirche.
Es geht zurück auf einen untergegangenen Bischofssitz in der gleichnamigen antiken Stadt (heute Büyükçekmece), die in der spätantiken römischen Provinz Europa (europäischer Teil der heutigen Türkei) lag. Der Bischofssitz war der Kirchenprovinz Heraclea Sintica zugeordnet.
| Titularbischöfe von Athyra        |                                                      |                   |                    |
| Name                              | Amt                                                  | von               | bis                |
| Antonius von Dortmund OFMconv     | Weihbischof in Münster (Deutschland)                 | 15. Januar 1392   | 1429               |
| Johannes                          | Weihbischof in Münster (Deutschland)                 | 30. Oktober 1430  |                    |
| Johannes Fabri OFM                | Weihbischof in Osnabrück (Deutschland)               | 20. November 1434 | März 1451          |
| Hieronymus von Reitzenstein OCist | Weihbischof in Bamberg (Deutschland)                 | 16. November 1474 | 16. Juli 1503      |
| Kaspar Preyel                     | Weihbischof in Bamberg (Deutschland)                 | 1. April 1504     | 28. Juli 1517      |
| Andreas Henlein                   | Weihbischof in Bamberg (Deutschland)                 | 26. Februar 1518  | 7. Februar 1542    |
| Johann Rüger OP                   | Weihbischof in Bamberg (Deutschland)                 | 18. August 1542   | 4. Januar 1546     |
| Peter Rauch OP                    | Weihbischof in Bamberg (Deutschland)                 | 22. August 1546   | 2. November 1558   |
| Paul Jäger                        | Weihbischof in Bamberg (Deutschland)                 | 17. Juli 1560     | 30. April 1561     |
| Friedrich Lichtenauer             | Weihbischof in Bamberg (Deutschland)                 | 9. Januar 1562    | 11. Dezember 1570  |
| Jakob Feucht                      | Weihbischof in Bamberg (Deutschland)                 | 16. Juni 1572     | 26. April 1580     |
| Johann Ertlin                     | Weihbischof in Bamberg (Deutschland)                 | 10. Mai 1581      | 25. März 1607      |
| Johann Schöner                    | Weihbischof in Bamberg (Deutschland)                 | 28. Juli 1608     | 24. September 1651 |
| Henri Martin Mekkelholt SCI       | Apostolischer Präfekt von Benkoelen (Indonesien)     | 11. Juli 1939     | 3. Januar 1961     |
| Louis Nganga a Ndzando            | Weihbischof in Lisala (Demokratische Republik Kongo) | 18. April 1961    | 25. November 1964  |